# Escuat del Nepal
L'escuat del Nepal (Pnoepyga immaculata) és un ocell de la família dels pnoepígids (Pnoepigidae).

## Hàbitat i distribució
Habita el sotabosc del Nepal central i oriental.

## Taxonomia
Espècie descrita en 1991.